# Leucania dubiosa
Leucania dubiosa är en fjärilsart som beskrevs av Charles E. Rungs 1954. Leucania dubiosa ingår i släktet Leucania och familjen nattflyn. Inga underarter finns listade i Catalogue of Life.